# イディッシュ語の文法
本項ではイディッシュ語の文法を概説する。イディッシュ語の文法はドイツ語の文法と類似点が多いが、スラヴ語やヘブライ語の影響も受けている。

## 名詞
イディッシュ語の名詞は男性(zokher)、女性(nekeyve)、中性(neytral)の3つの性に区別される。一般的に、どの名詞がどの性に区別されるかは個々に覚える必要があるが、ある程度の規則もある。例えば、人間の男性や動物の雄を表す名詞は男性名詞で、人間の女性や動物の雌を表す名詞は女性名詞である。また、語末が強勢を伴わない曖昧母音のシュワーであるものの多くや、抽象概念を表す名詞で、語尾に -ung や -hayt などの接尾辞があるものは女性名詞である。縮小辞 -l が接尾したものは中性名詞である。借用語は、語末が強勢を伴わない曖昧母音のシュワーであるもの以外は通常男性名詞である。
名詞の形態は通常、格により変化しないが、いくつか例外的に変化するものもある。例えば、続柄を表すいくつかの名詞(tate 「お父さん(男性名詞)」、mame 「お母さん(女性名詞)」)や、harts 「心臓(中性名詞)」など。これらの内、男性名詞は単数形の与格と対格で語尾に -n が付き、女性名詞と中性名詞は与格の単数形のみ、語尾に -n が付く。
所有格はドイツ語と違い、属格で表すことはない。人が所有者である場合は、英語に似て、接尾辞 ס -s で表され、それ以外は前置詞 פון fun 「～の」(ドイツ語の von に相当)で表される。
複数形は規則変化では、語末が強勢のない母音や r, m, n であるものには -s が付き、それ以外では -n が付く。しかし、不規則な形態の複数形を有する名詞も数が多い。ドイツ語のウムラウトが付いた複数形に相当するように母音が変化するものや、さらにそれに語尾 -es, -er がついた形、またヘブライ語に由来する名詞で、母音が変化すると伴に語尾に -im が付くものなどがある。

### 形容詞
形容詞は、名詞を修飾している場合はその名詞の性、数 (文法)に応じて変化する。述語として用いられる際は変化しない。例えば、der guter man 「善良な男(der は定冠詞)」という場合、形容詞 guter は男性単数形、主格の形であるが、Der man iz gut 「その男は善良だ」という場合は、形容詞は元の形 gut のままである。形容詞が単独で名詞として用いられる場合、名詞を修飾する場合と同様に性、数、格に応じて変化する。例えば、Der man iz a guter 「その男は善人だ」という場合、 a guter が男性、単数、主格の形に変化して、「善人」という意味になる(a は不定冠詞)。中性、単数の名詞を修飾している場合は、定冠詞がある時とない時で変化の形態が異なる。
|            | 男性        | 中性       | 中性      | 女性        | 複数      |
| 定冠詞あり | 男性        | 定冠詞なし |           | 女性        | 複数      |
| 主格       | גוטער guter | גוטע gute  | גוטס guts | גוטע gute   | גוטע gute |
| 対格       | גוטן gutn   | גוטע gute  | גוטס guts | גוטע gute   | גוטע gute |
| 与格       | גוטן gutn   | גוטן gutn  | גוטן gutn | גוטער guter | גוטע gute |

語尾の -n は、母音や m, ng, nk の後では -en に、 n の後では -em になる。
不定代名詞 eyn 「1つの」およびその否定形 keyn 「1つもない(ドイツ語の kein に相当)」、mayn 「私の」、 zayn 「彼の」などの 所有限定詞は、普通の形容詞とは逆に、述語として用いられる際には性、数、格に応じて変化するが、名詞を修飾している場合は変化しない。

### 代名詞
|      | 1人称    | 1人称      | 2人称    | 2人称    | 3人称  | 3人称  | 3人称  | 3人称   |
| ---- | -------- | ---------- | -------- | -------- | ------ | ------ | ------ | ------- |
| 単数 | 複数     | 単数       | 複数     | 男性     | 中性   | 女性   | 複数   |         |
| 主格 | איך ikh  | מיר mir    | דו du    | איר ir   | ער er  | עס es  | זי zi  | זיי zey |
| 対格 | מיך mikh | אונדז undz | דיך dikh | אײַך aykh | אים im | עס es  | זי zi  | זיי zey |
| 与格 | מיר mir  | אונדז undz | דיר dir  | אײַך aykh | אים im | אים im | איר ir | זיי zey |

3人称の代名詞は、人以外の名詞を指す際にも用いられる。その場合、指し示す名詞が男性名詞なら er  女性名詞なら zi 中性名詞なら es で表される。

### 冠詞
名詞の性、数、格に応じた定冠詞 が用いられる。
|      | 男性    | 中性    | 女性    | 複数  |
| ---- | ------- | ------- | ------- | ----- |
| 主格 | דער der | דאָס dos | די di   | די di |
| 対格 | דעם dem | דאָס dos | די di   | די di |
| 与格 | דעם dem | דעם dem | דער der | די di |

不定冠詞は אַ a で、母音で始まる語の前では אַן an になる。

## 動詞
他のゲルマン諸語と同じように、イディッシュ語の語順もV2語順であり、平叙文では節の2番目に定動詞が置かれ、1番目の要素として必ずしも主語が置かれるわけではなく、副詞あるいは他の話題の場合もある。しかし、イディッシュ語が他のゲルマン諸語と違う点は、主文のみならず副文もV 2語順を採る点である。アイスランド語を除き、他のゲルマン諸語ではV 2語順は主文にのみ現れるのが普通である。

### 活用
イディッシュ語の動詞は人称と数により変化する。現在形の活用は下の表のとおりである。
|                   | קויפֿן koyfn 「買う」 | פֿאַרלירן farlirn 「失う」 |
| איך ikh           | קויף koyf            | פֿאַרליר farlir            |
| דו du             | קויפֿסט koyfst        | פֿאַרלירסט farlirst        |
| ער er/זי zi/עס es | קויפֿט koyft          | פֿאַרלירט farlirt          |
| מיר mir           | קויפֿן koyfn          | פֿאַרלירן farlirn          |
| איר ir            | קויפֿט koyft          | פֿאַרלירט farlirt          |
| זיי zey           | קויפֿן koyfn          | פֿאַרלירן farlirn          |

他の高地ドイツ語の変種同様、イディッシュ語ではアオリストのような過去時制を表す形態は消失し、過去時制を表すのに迂言法的な構造を持つ完了形が代用される。完了形は האָבן hobn 「持つ」(ドイツ語のhaben に相当)あるいは、 זײַן zayn (ドイツ語の 'sein'、英語の 'be' に相当) と動詞の過去分詞が組み合わされて作られる。動詞が האָבן 'hobn' を採るか、זײַן 'zayn' を採るかは動詞により決まっているので一概には言えないが、hobn を採る動詞が一般的で、zayn を採る動詞は移動や、状態の変化を意味するものが多い。
hobn と zayn は不規則に変化する動詞である。
|                                              | האָבן hobn | זײַן zayn    |
| איך ikh「私」                                | האָב hob   | בין bin     |
| דו du 「お前」                               | האָסט host | ביסט bist   |
| ער er/זי zi/עס es 「彼」、「彼女」、「それ」 | האָט hot   | איז iz      |
| מיר mir 「私達」                             | האָבן hobn | זענען zenen |
| איר ir 「お前達」                            | האָט hot   | זענט zent   |
| זיי zey 「彼ら、それら」                     | האָבן hobn | זענען zenen |

例えば、איך קויף ikh koyf 「私が買う」の過去時制は איך האָב געקויפֿט ikh hob gekoyft 「私が買った」であり、איך קום ikh kum 「私が来る」の過去時制は איך בין געקומען ikh bin gekumen 「私が来た」となる。

### 過去分詞
過去分詞はイディッシュ語では広範囲に使用される。規則変化する弱動詞は基の形の頭の前に接頭辞 -גע ge- を付け、さらに語幹の後に接尾辞 ט- -t を付けることで形成される：例 געקויפֿט gekoyft 「買う」の過去分詞。しかし、不規則変化をする強動詞は、接頭辞 -גע と接尾辞 נ- -n が語幹に付き、さらに母音の変化も伴う：例 געהאָלפֿן geholfn 「助ける」の過去分詞、語幹は -העלפֿ helf- 。母音変化は予測不能で、動詞ごとに覚える必要がある。
過去分詞の形成に接頭辞の -גע が用いられない動詞のグループもある。この動詞のグループは2種類に分類することができる。1つは語幹の前に -פֿאַר far- や -באַ ba- などの強勢のない接頭辞が付いた動詞群、もう1つは借用語から造語された動詞群で、語幹の後に強勢のある接尾辞　 יר- -ir が付いて形成されたものある。そのため、 פֿאַרקויפֿן farkoyfn 「売る」の過去分詞は פֿאַרקויפֿט farkoyft 、אַבאָנירן abonirn 「出資する」の過去分詞は אַבאָנירט abonirt となる。